# Rhynchospora ciliaris
Rhynchospora ciliaris är en halvgräsart som först beskrevs av André Michaux, och fick sitt nu gällande namn av Charles Theodore Karl Theodor Mohr. Rhynchospora ciliaris ingår i släktet småag, och familjen halvgräs. Inga underarter finns listade i Catalogue of Life.